# Dzaky Asraf
Dzaky Asraf (* 6. Februar 2003 in Polewali Mamasa) ist ein indonesischer Fußballspieler.

## Karriere

### Verein
Dzaky Asraf erlernte das Fußballspielen in den Jugendmannschaften von SSB Majene und PSM Makassar. Seinen ersten Vertrag unterschrieb er am 1. Juni 2022 bei seinem Jugendverein PSM Makassar. Der Verein aus Makassar spielte in der ersten indonesischen Liga. Sein Erstligadebüt gab er am 23. Juli 2022 (1. Spieltag) im Heimspiel gegen PSS Sleman. Bei dem 2:1-Auswärtssieg wurde er in der 90.+3 Minute für Muhammad Arfan eingewechselt. Am Ende der Saison 21023/23 feierte er mit dem Klub die indonesische Meisterschaft. In seiner ersten Profisaison bestritt er 21 Erstligaspiele. 

### Nationalmannschaft
Dzaky Asraf spielt seit 2022 elfmal in der indonesischen U20-Nationalmannschaft. Mit der Mannschaft nahm er an der U20-Asienmeisterschaft in Usbekistan teil. Hier schied Indonesien bereits nach der Gruppenphase aus.

## Erfolge
PSM Makassar
- Indonesischer Meister: 2022/23